# Kloster La Prée
Das Kloster La Prée (Pratea; Notre-Dame de la Prée) ist eine ehemalige Zisterzienserabtei in der Gemeinde Ségry im Département Indre, Region Centre-Val de Loire, in Frankreich, rund 12 km südöstlich von Issoudun im Tal des Arnon.

## Geschichte
Das 1128, 1141 oder 1145 gegründete Kloster (die Angaben differieren, nennen aber überwiegend 1141) war eine Tochtergründung der Primarabtei Clairvaux. Das Kloster, das 22 Domänengüter und drei Mühlen besaß, blühte rasch auf, auch dank der Nutzung der umliegenden Wälder und Steinbrüche. Dem Kloster wurde später das Priorat Boidabert angeschlossen. Im Hundertjährigen Krieg wurde das Kloster geplündert. In der Folge fiel es in Kommende. Im 17. Jahrhundert wurde der Westflügel teilweise durch einen Brand zerstört. Während der Französischen Revolution fand das Kloster 1791 sein Ende und gelangte in Privatbesitz. 1954 erhielten es die Petits frères des Pauvres, die in der Hôtellerie (frühere Klostermühle) ein Altersheim betreiben. Das Abtshaus dient seit 1991 als Wohngelegenheit für Künstler und wird vom Verein Pour Que l’Esprit Vive betreut, das auch ein Musikfestival veranstaltet.

## Bauten und Anlage
Die Kirche ist 1818 abgegangen. Erhalten sind Teile der Klausur, das Abtshaus als südlicher Abschluss der Klausur und die Hôtellerie. Darin verbaut ist der Westflügel des Kreuzgangs mit je vier Arkaden unter einem großen Bogen. Weiter stehen noch der Kapitelsaal aus dem 12. Jahrhundert mit zwei achteckigen Pfeilern und die Sakristei sowie das Dormitorium im Obergeschoss im Ostflügel der Anlage. Schließlich sind in der Gebäudeflucht zwei runde Ecktürme erhalten.